# Пушков, Венедикт Венедиктович
Венеди́кт Венеди́ктович Пушко́в (1896—1971) — советский композитор и педагог. Заслуженный деятель искусств РСФСР (1957).

## Биография
Родился в Саратове 19 (31) октября 1896 года в семье учителя.
В 1920 году поступил в Барнаульскую музыкальную школу. В 1922—1925 годах учился в Саратовской консерватории по классу композиции Л. М. Рудольфа. В 1929 году окончил Ленинградскую консерваторию по классу композиции В. В. Щербачёва.
Преподавал во 2-м музыкальном техникуме (1926—1929), в Центральном музыкальном техникуме (1927—1931), на рабфаке Ленинградской консерватории (1930—1931), в Ленинградской консерватории (1935—1938; 1946—1953; 1962—1969; с 1935 года — доцент).
В 1942—1943 годах Пушков, находясь в эвакуации, руководил музыкально-теоретическими занятиями на курсах переподготовки композиторов-мелодистов в Душанбе.
Умер 25 января 1971 года в Ленинграде.

## Творчество
Среди крупных сочинений В. В. Пушкова — опера «Гроза» по А. Н. Островскому, концерт для скрипки с оркестром. Им написано фортепианное трио, романсы и песни на  стихи классиков и советских поэтов. Пушков является автором вокально-симфонического цикла «На Западе», симфонической сюиты «Лермонтов». Композитором была написана сюита «Маскарад» для симфонического оркестра по его музыке из одноименного кинофильма.
Значителен его вклад в области киномузыки. Им написана музыка более чем к 40 фильмам, в том числе к таким известным, как «Крестьяне» (1935), «Семеро смелых» (1936), «Тайга золотая» (1937), «Учитель» (1939), «Четвёртый перископ» (1939), «Разгром Юденича» (1940), «Большая семья» (1954), «Дорогой мой человек» (1958), «Знойный июль» (1965).

## Награды
- Награждён орденом Трудового Красного Знамени (1940).
- Заслуженный деятель искусств РСФСР (1957).